# Талун
Талу́н (перс. طالون‎) — село на севере Ирана, в остане Тегеран. Входит в состав шахрестана Тегеран. Является частью дехестана (сельского округа) Сулькан бахша Кан.

## География
Село находится в северо-западной части остана, в пределах горной системы Эльбурс, в долине реки Рудханейе-Талун, на расстоянии приблизительно 14 километров (по прямой) к северу от Тегерана. Абсолютная высота — 2140 метров над уровнем моря.

## Население
По данным переписи 2006 года население села составляло 196 человек (106 мужчин и 90 женщин). В Талуне насчитывалось 56 домохозяйств. Уровень грамотности населения составлял 80,6 %. Уровень грамотности среди мужчин составлял 81,1 %, среди женщин — 80 %.
В 2016 году в селе имелось 55 домохозяйств и проживало 170 человек (96 мужчин и 74 женщины).